# Mecocerculus
Mecocerculus es un género de aves paseriformes perteneciente a la familia Tyrannidae que agrupa a especies nativas de América del Sur donde se distribuyen principalmente a lo largo de la cordillera de los Andes, desde el noroeste de Venezuela hasta el noroeste de Argentina, con poblaciones en el noreste y tepuis del sur de Venezuela y adyacencias del extremo norte de Brasil y oeste de Guyana. A sus miembros se les conoce por el nombre popular de piojitos y también tiranuelos, tiranillos o atrapamoscas ligeros entre otros.

## Etimología
El nombre genérico masculino «Mecocerculus» es un diminutivo de la combinación de palabras del griego «μηκος mēkos» que significa ‘largo’, y «κερκος kerkos» que significa ‘cola’.

## Características
Las aves de este género son pequeños y atractivos tiránidos, midiendo entre 11 y 14 cm de longitud, que habitan principalmente en las selvas húmedas andinas y que se distinguen por sus listas superciliares marcantes y por las listas en las alas contrastantes.

## Lista de especies
Según las clasificaciones del Congreso Ornitológico Internacional (IOC) y Clements Checklist/eBird, agrupa a las siguientes especies, con sus respectivos nombres populares de acuerdo con la Sociedad Española de Ornitología (SEO):
| Imagen | Nombre científico          | Autor                         | Nombre común         | Estado de conservación | Distribución |
| ------ | -------------------------- | ----------------------------- | -------------------- | ---------------------- | ------------ |
|        | Mecocerculus leucophrys    | (Orbigny & Lafresnaye, 1837)  | piojito gargantilla  | LC                     |              |
|        | Mecocerculus poecilocercus | (P.L. Sclater & Salvin, 1873) | piojito coliblanco   | LC                     |              |
|        | Mecocerculus hellmayri     | Berlepsch, 1907               | piojito de los pinos | LC                     |              |
|        | Mecocerculus calopterus    | (P.L. Sclater, 1859)          | piojito alirrufo     | LC                     |              |
|        | Mecocerculus minor         | (Taczanowski, 1879)           | piojito azufre       | LC                     |              |
|        | Mecocerculus stictopterus  | (P.L. Sclater, 1859)          | piojito alifranjeado | LC                     |              |

## Taxonomía
Los datos morfológicos indican que el presente género es casi ciertamente polifilético (Lanyon 1988a), y debería ser dividido, pero no hay posibilidades de modificaciones taxonómicas sin estudios más profundos.
Los amplios estudios genético-moleculares realizados por Tello et al. (2009) descubrieron una cantidad de relaciones novedosas dentro de la familia Tyrannidae que todavía no están reflejadas en la mayoría de las clasificaciones. Siguiendo estos estudios, Ohlson et al. (2013) propusieron dividir Tyrannidae en 5 familias. Según el ordenamiento propuesto, Mecocerculus permanece en Tyrannidae, en una subfamilia Elaeniinae Cabanis & Heine, 1859-60, en una tribu Euscarthmini Ihering, 1904, pero excluyendo a Mecocerculus leucophrys, junto a Zimmerius, Stigmatura, Inezia, Euscarthmus, Ornithion, parte de Phyllomyias y Camptostoma.